# Естивация
Естивацията представлява временен физиологичен покой в развитието и размножаването на животните. Метаболизмът рязко намалява, формообразувателните процеси спират. В северните ширини – зимна диапауза (хибернация), в районите с топъл сух климат – лятна диапауза (Eстивация). Продължава от часове до години (обикновено няколко месеца). Подробно изучена при насекоми и бозайници.